# Häradsbygden
Häradsbygden is een plaats in de gemeente Leksand in het landschap Dalarna en de provincie Dalarnas län in Zweden. De plaats heeft 626 inwoners (2005) en een oppervlakte van 146 hectare. De plaats ligt aan de rivier de Österdalälven.

## Verkeer en vervoer
Bij de plaats loopt de Riksväg 70.
Door de plaats loopt de spoorlijn Uppsala - Morastrand (zonder station).